# Arrondissement de Douai
L'arrondissement de Douai (aussi appelé Douaisis) est une division administrative française, située dans le département du Nord et la région Hauts-de-France.

## Composition

### Découpage cantonal depuis 2015
Depuis mars 2015, il est dorénavant composé de 4 cantons :
- Canton d'Aniche, qui groupe 26 communes :
  - Aniche, Arleux, Auberchicourt, Aubigny-au-Bac, Brunémont, Bugnicourt, Cantin, Dechy, Écaillon, Erchin, Estrées, Féchain, Férin, Fressain, Gœulzin, Guesnain, Hamel, Lécluse, Lewarde, Loffre, Marcq-en-Ostrevent, Masny, Monchecourt, Montigny-en-Ostrevent, Roucourt et Villers-au-Tertre

- Canton de Douai, qui groupe 7 communes :
  - Courchelettes, Cuincy, Douai, Esquerchin, Flers-en-Escrebieux, Lambres-lez-Douai et Lauwin-Planque

- Canton d'Orchies, qui groupe 16 communes :
  - Aix-en-Pévèle, Anhiers, Auby, Auchy-lez-Orchies, Beuvry-la-Forêt, Bouvignies, Coutiches, Faumont, Flines-lez-Raches, Landas, Nomain, Orchies, Râches, Raimbeaucourt, Roost-Warendin et Saméon

- Canton de Sin-le-Noble, qui groupe 15 communes :
  - Bruille-lez-Marchiennes, Erre, Fenain, Hornaing, Lallaing, Marchiennes, Pecquencourt, Rieulay, Sin-le-Noble, Somain, Tilloy-lez-Marchiennes, Vred, Wandignies-Hamage, Warlaing et Waziers.

### Découpage communal depuis 2015
Depuis 2015, le nombre de communes des arrondissements varie chaque année soit du fait du redécoupage cantonal de 2014 qui a conduit à l'ajustement de périmètres de certains arrondissements, soit à la suite de la création de communes nouvelles. Le nombre de communes de l'arrondissement de Douai reste quant à lui inchangé depuis 2015 et égal à 64.
Au 1er janvier 2024, l'arrondissement groupe les 64 communes suivantes :
1. Aix-en-Pévèle
2. Anhiers
3. Aniche
4. Arleux
5. Auberchicourt
6. Aubigny-au-Bac
7. Auby
8. Auchy-lez-Orchies
9. Beuvry-la-Forêt
10. Bouvignies
11. Bruille-lez-Marchiennes
12. Brunémont
13. Bugnicourt
14. Cantin
15. Courchelettes
16. Coutiches
17. Cuincy
18. Dechy
19. Douai
20. Écaillon
21. Erchin
22. Erre
23. Esquerchin
24. Estrées
25. Faumont
26. Féchain
27. Fenain
28. Férin
29. Flers-en-Escrebieux
30. Flines-lez-Raches
31. Fressain
32. Gœulzin
33. Guesnain
34. Hamel
35. Hornaing
36. Lallaing
37. Lambres-lez-Douai
38. Landas
39. Lauwin-Planque
40. Lécluse
41. Lewarde
42. Loffre
43. Marchiennes
44. Marcq-en-Ostrevent
45. Masny
46. Monchecourt
47. Montigny-en-Ostrevent
48. Nomain
49. Orchies
50. Pecquencourt
51. Râches
52. Raimbeaucourt
53. Rieulay
54. Roost-Warendin
55. Roucourt
56. Saméon
57. Sin-le-Noble
58. Somain
59. Tilloy-lez-Marchiennes
60. Villers-au-Tertre
61. Vred
62. Wandignies-Hamage
63. Warlaing
64. Waziers

## Histoire
- 1793 : le district de Douai compte 6 cantons : Arleux, Douai, Lewarde, Marchiennes, Orchies et Râches

- 1801 : l'arrondissement de Douai compte 13 cantons à la suite de la fusion des districts de Douai et de Valenciennes : Arleux, Bouchain, Douai Nord, Douai Ouest, Douai Sud, Marchiennes, Nord Libre (Condé-sur-l'Escaut), Orchies, Saint-Amand-rive droite, Saint-Amand rive gauche, Valenciennes-Est, Valenciennes-Nord, Valenciennes-Sud.

- 1803 : le Chef-lieu du département du Nord est transféré de Douai à Lille.

- 1824 : scission entre les anciens districts de Douai et de Valenciennes. L'arrondissement de Douai ne compte plus que 6 cantons : Arleux, Douai-Nord, Douai-Ouest, Douai-Sud, Marchiennes, Orchies

- 1991 : création des cantons de Douai-Nord-Est et de Douai-Sud-Ouest à partir des cantons de Douai-Ouest
- 2015 : le nombre de cantons du Douaisis passe de 7 à 4, regroupant ainsi les 64 communes réparties sur les cantons d'Aniche, de Douai, d'Orchies et de Sin-le-Noble.

## Démographie
En 2022, l'arrondissement comptait 245 007 habitants.
| 1962    | 1968    | 1975    | 1982    | 1990    | 1999    | 2006    | 2011    | 2016    |
| ------- | ------- | ------- | ------- | ------- | ------- | ------- | ------- | ------- |
| 241 365 | 250 127 | 248 297 | 244 092 | 247 015 | 246 987 | 247 506 | 248 264 | 245 280 |

| 2021    | 2022    | - | - | - | - | - | - | - |
| ------- | ------- | - | - | - | - | - | - | - |
| 244 710 | 245 007 | - | - | - | - | - | - | - |

### Pyramide des âges
Comparaison des pyramides des âges de l'arrondissement et du département du Nord en 2006 :
| Hommes | Classe d’âge   | Femmes |
| ------ | -------------- | ------ |
| 0,2    | 90 ans et plus | 0,9    |
| 5,1    | 75 à 89 ans    | 8,8    |
| 10,7   | 60 à 74 ans    | 12,9   |
| 20,7   | 45 à 59 ans    | 19,7   |
| 21     | 30 à 44 ans    | 19,6   |
| 20,9   | 15 à 29 ans    | 19,2   |
| 21,4   | 0 à 14 ans     | 18,9   |

| Hommes | Classe d’âge   | Femmes |
| ------ | -------------- | ------ |
| 0,2    | 90 ans et plus | 0,8    |
| 4,3    | 75 à 89 ans    | 7,9    |
| 10,3   | 60 à 74 ans    | 11,9   |
| 19,7   | 45 à 59 ans    | 19,4   |
| 21,1   | 30 à 44 ans    | 20,1   |
| 22,6   | 15 à 29 ans    | 21     |
| 21,6   | 0 à 14 ans     | 19     |

## Liste des sous-préfets
| Période          | Période          | Identité                           | Fonction précédente | Observation             |
| ---------------- | ---------------- | ---------------------------------- | ------------------- | ----------------------- |
|                  |                  |                                    |                     |                         |
| 1803             | 1811             | Amé-Thérèse Masclet                |                     |                         |
|                  |                  |                                    |                     |                         |
| 1815             | 1817             | Émile-Louis-Marie Blondel d'Aubers |                     |                         |
|                  |                  |                                    |                     |                         |
| 1881             |                  | Ernest Javal                       |                     |                         |
| 1919             |                  | Pierre Georget                     |                     |                         |
| 1921             | mai 1921         | Alexis Fruit                       |                     | Décédé en fonction      |
| 1921             |                  | Pierre Monnier                     |                     |                         |
| 1930             |                  | Jean-Marie Butterlin               |                     |                         |
| mai 1934         | juillet 1934     | Roger-Pierre Genebrier             |                     |                         |
| 1934             |                  | Jean-Marcel Daugy                  |                     |                         |
| 1941             |                  | Frantz Lambert                     |                     |                         |
| 1944             |                  | Roger-Louis-Emile Bonnaud-Delamare |                     |                         |
| 1950             |                  | Jacques Barbier                    |                     |                         |
| 1955             |                  | Pierre Lethiais                    |                     |                         |
| 1960             |                  | André Perreau                      |                     |                         |
| 1974             |                  | André Aubry-Lecomte                |                     |                         |
| 1983             |                  | Tameur Chenaf                      |                     |                         |
| 1990             |                  | Robert Domenget                    |                     |                         |
| 1991             |                  | Michel Authier                     |                     |                         |
| 1993             |                  | Jean-Loup Drubigny                 |                     |                         |
| 1996             |                  | Philippe Sablayrolles              |                     |                         |
| 1999             |                  | Xavier La Torre                    |                     |                         |
| 2003             |                  | Jean-Marie Lenzi                   |                     |                         |
| 2006             |                  | Christian Massinon                 |                     |                         |
| 2009             |                  | Hervé Malherbe                     |                     |                         |
| 2013             | 22 novembre 2021 | Jacques Destouches                 |                     |                         |
| 22 novembre 2021 | 23 avril 2023    | François-Xavier Bieuville          |                     | JORF du 9 novembre 2021 |
| juin 2023        | -                | Pierre Azzopardi                   |                     | JORF du 9 juin 2023     |